# كانتون خيرون
كانتون خيرون (بالإنجليزية: Girón Canton)‏ هو كانتون في الإكوادور، يتبع مقاطعة أزواي، وينقسم لثلاث أبرشيات.

## السكان
حسب التعداد الإكوادوري لعام 2010، بلغ عدد سكانه 12607 والمجموعات العرقية كالتالي:
| العرقية               | النسبة |
| --------------------- | ------ |
| ميستيثو               | 94.7%  |
| اللاتينيون            | 2.9%   |
| الإكوادوريون الأفارقة | 1.5%   |
| مونتوبيو              | 0.3%   |
| السكان الأصليون       | 0.6%   |
| أخرى                  | 0.1%   |